# いずみよしはる
いずみ よしはる（1965年2月27日 - ）は、日本の俳優・脚本家・演出家・監督・プロデューサー。香川県高松市出身。合同会社ハルベリーオフィス代表。日本映画監督協会所属。

## 略歴
1983年、柄本明主宰、劇団東京乾電池入団。1984年、同劇団にて、高田純次演出「すすめられた座布団」にて初舞台。同劇団退団後、舞台の他、映画やTVドラマなど多数出演。
2004年、舞台や映画を企画制作する「映像舞台企画集団ハルベリー」立ち上げる。主に舞台中心に毎年コンスタントに作品を発表。
2005年、初監督作品「恋するイノセントマン」劇場公開。3週間のレイトショー上映となる。同映画は、舞台俳優仲間（元「状況劇場」の菅田俊、元「東京壱組」の大谷亮介、「離風霊船」の伊東由美子、元「楽天団」の池田火斗志、元「東京乾電池」の大久保了、元「宇宙堂」の杉嶋美智子、元「惑星ピスタチオ」の保村大和、腹筋善之介他）が多数友情出演。ヒロインに一青妙。特別出演に、歌手の一青窈、芸人の鳥肌実。
2014年、法人化し名称を「合同会社ハルベリーオフィス」に変更。代表となる。
2017年、企画制作協力した映画「バーミー」（田中隼監督）が、イタリア・トリノ映画祭にて上映。
2018年、元ボンド社長、高杉敬二より依頼を受け、本田美奈子.ミュージアム（現、本田美奈子.記念館）をプロデュース。
2024年、ハルベリーオフィス設立10周年記念公演として、声優の中尾隆聖主演による舞台「父との夏」上演。また演技講師として過去にワタナベエンターテインメントカレッジ、ヒューマンアカデミー他芸能スクールや芸能事務所にて2000人を超える俳優を指導。過去指導した俳優に、磯村勇斗、伊澤彩織、松田凌、有澤正太郎、瀬戸さおり、上矢えり奈他多数。現在は各養成所、芸能プロダクション他、一般社会人向けの企業研修等にも広がりを見せている。

## プロデュース作品
映画
- 恋するイノセントマン（2005年）監督＆脚本＆主演
- バーミー（2017年）
- 書架の物語（2024年）
- さよならの季節（公開未定）宮野ケイジ監督

舞台　
- 激闘！激昂小学校（2014年）
- ラビッシュハウス（2015年）
- 灼熱閃光★ワープ走法（2015年）
- 箱の中身（2016年）
- 正太くんの青空（2021年）
- 小林秀雄先生、来る（2022年）
- 輪廻転生∞楽園ダイバー（2024年）
- 父との夏（2024年）

## 出演
映画
- 愚か者 傷だらけの天使　阪本順治監督
- DEAD OR ALIVE　三池崇史監督
- 恋するイノセントマン いずみよしはる監督
- 刹那　笠原正夫監督

TVドラマ
- それでも家を買いました
- 大人の選択
- はるちゃん２
- 徳川慶喜
- 江戸川乱歩の十字架
- 天使のお仕事２

舞台
- すすめられた座布団　高田純次演出
- 獅子を飼う　栗山民也演出
- ニガイナミダ　久世龍之介演出
- 苦悩のピラミッダー　保村大和演出
- ジョンとジョー　保村大和演出
- バロウ　不二稿京演出
- ホフマンに恋して　菅田俊演出

## 監督作品
- 恋するイノセントマン
- 本当の惨劇動画シリーズ1-5